# Enid Blyton kalandfilm sorozata
Az Enid Blyton kalandfilm sorozata (eredeti cím: The Enid Blyton Adventure Series) 1996-ban indult angol televíziós filmsorozat, amely Enid Blyton angol írónő 8 részes novellája alapján készült. A forgatókönyvet Raymond Thompson írta. Az élőszereplős játékfilmsorozat rendezője Peter Rose, producere Geoff Husson. A zenéjét Simon May szerezte. A tévéfilmsorozat az Avalon Studios Limited, a CLT és a Cloud Nine Entertainment gyártásában készült, a Cumulus Distribution forgalmazásában jelent meg. A főszerepekben David Taylor és Jennyfer Jewell láthatóak. Műfaja: kalandfilm- és filmdráma-sorozat. Az Egyesült Királyságban 1996. július 21-én tűzték műsorra, Magyarországon az RTL Klub-on vetítették le a Kölyökklub című műsorblokkban.

## Szereplők

### Főszereplők
| Szereplő          | Színész          | Magyar hang     | Megjegyzés |
| ----------------- | ---------------- | --------------- | ---------- |
| Jack              | David Taylor     | Szvetlov Balázs |            |
| Philip            | Peter Malloch    | Molnár Levente  |            |
| Dinah             | Alexis Jackson   | Köves Petra     |            |
| Lucy-Ann          | Jennyfer Jewell  | Molnár Ilona    |            |
| Bill Cunningham   | Malcolm Jamieson | Laklóth Aladár  |            |
| Allison Mannering | Kirsten Hughes   | Molnár Zsuzsa   |            |

### Mellékszereplők
| Szereplő           | Színész     | Magyar hang   | Megjegyzés |
| ------------------ | ----------- | ------------- | ---------- |
| Dennis Turangi     | Peter Kaa   | Lippai László |            |
| Horance Tipperlong | Lloyd Scott | Kőszegi Ákos  |            |

## Epizódok
| #            | #   | Magyar cím             | Eredeti cím               | Magyar premier | Eredeti premier |
| ------------ | --- | ---------------------- | ------------------------- | -------------- | --------------- |
|              |     |                        |                           |                |                 |
| ELSŐ ÉVAD    |     |                        |                           |                |                 |
|              |     |                        |                           |                |                 |
| 1.           | 1.  | Szigeti kalandok       | The Island of Adventure   |                |                 |
| 2.           | 2.  | Szigeti kalandok       | The Island of Adventure   |                |                 |
| 3.           | 3.  | Szigeti kalandok       | The Island of Adventure   |                |                 |
| 4.           | 4.  | Erdei kalandok         | The Woods of Adventure    |                |                 |
| 5.           | 5.  | Erdei kalandok         | The Woods of Adventure    |                |                 |
| 6.           | 6.  | Erdei kalandok         | The Woods of Adventure    |                |                 |
| 7.           | 7.  | Völgyi kalandok        | The Valley of Adventure   |                |                 |
| 8.           | 8.  | Völgyi kalandok        | The Valley of Adventure   |                |                 |
| 9.           | 9.  | Völgyi kalandok        | The Valley of Adventure   |                |                 |
| 10.          | 10. | Tengeri kalandok       | The Sea of Adventure      |                |                 |
| 11.          | 11. | Tengeri kalandok       | The Sea of Adventure      |                |                 |
| 12.          | 12. | Tengeri kalandok       | The Sea of Adventure      |                |                 |
| 13.          | 13. | Hegyi kalandok         | The Mountain of Adventure |                |                 |
| 14.          | 14. | Hegyi kalandok         | The Mountain of Adventure |                |                 |
| 15.          | 15. | Hegyi kalandok         | The Mountain of Adventure |                |                 |
| 16.          | 16. | Hajós kalandok         | The Ship of Adventure     |                |                 |
| 17.          | 17. | Hajós kalandok         | The Ship of Adventure     |                |                 |
| 18.          | 18. | Hajós kalandok         | The Ship of Adventure     |                |                 |
| 19.          | 19. | Cirkuszi kalandok      | The Circus of Adventure   |                |                 |
| 20.          | 20. | Cirkuszi kalandok      | The Circus of Adventure   |                |                 |
| 21.          | 21. | Cirkuszi kalandok      | The Circus of Adventure   |                |                 |
| 22.          | 22. | Folyami kalandok       | The River of Adventure    |                |                 |
| 23.          | 23. | Folyami kalandok       | The River of Adventure    |                |                 |
| 24.          | 24. | Folyami kalandok       | The River of Adventure    |                |                 |
|              |     |                        |                           |                |                 |
| MÁSODIK ÉVAD |     |                        |                           |                |                 |
|              |     |                        |                           |                |                 |
| 25.          | 1.  | A titkos sziget        | ?                         |                |                 |
| 26.          | 2.  | A titkos sziget        | ?                         |                |                 |
| 27.          | 3.  | A titkos sziget        | ?                         |                |                 |
| 28.          | 4.  | A titkos sziget        | ?                         |                |                 |
| 29.          | 5.  | Spiggy Holes titka     | ?                         |                |                 |
| 30.          | 6.  | Spiggy Holes titka     | ?                         |                |                 |
| 31.          | 7.  | Spiggy Holes titka     | ?                         |                |                 |
| 32.          | 8.  | Spiggy Holes titka     | ?                         |                |                 |
| 33.          | 9.  | A Bagoly-hegy rejtélye | ?                         |                |                 |
| 34.          | 10. | A Bagoly-hegy rejtélye | ?                         |                |                 |
| 35.          | 11. | A Bagoly-hegy rejtélye | ?                         |                |                 |
| 36.          | 12. | A Bagoly-hegy rejtélye | ?                         |                |                 |
| 37.          | 13. | A lovagvár titka       | ?                         |                |                 |
| 38.          | 14. | A lovagvár titka       | ?                         |                |                 |
| 39.          | 15. | A lovagvár titka       | ?                         |                |                 |
| 40.          | 16. | A lovagvár titka       | ?                         |                |                 |
| 41.          | 17. | A titokzatos hegy      | ?                         |                |                 |
| 42.          | 18. | A titokzatos hegy      | ?                         |                |                 |
| 43.          | 19. | A titokzatos hegy      | ?                         |                |                 |
| 44.          | 20. | A titokzatos hegy      | ?                         |                |                 |
|              |     |                        |                           |                |                 |